# Vince Clarke
Pour les articles homonymes, voir Clarke.
Vince Clarke, de son vrai nom Vincent John Martin, est un auteur-compositeur-interprète et producteur britannique né le 3 juillet 1960 à South Woodford, quartier de la banlieue nord-est de Londres (situé à l'époque dans le comté administratif d'Essex mais aujourd'hui dans le borough londonien de Redbridge). Vince Clarke est le compositeur et le musicien principal du groupe Erasure depuis 1985 et a été précédemment un membre fondateur des groupes Depeche Mode (de 1980 à 1981), Yazoo (de 1982 à 1983) et The Assembly (de 1983 à 1984).
Travailleur prolifique et auteur de nombreux hits, Vince Clarke commence sa carrière musicale en 1977 avec les versions ancêtres de Depeche Mode. Il co-écrit et met en musique 29 albums, dont un avec Depeche Mode, deux avec Yazoo et 18 avec Erasure. Tout en poursuivant son travail en tant que moitié d'Erasure, Vince Clarke réalise régulièrement des remixes pour d'autres artistes et collabore occasionnellement à des projets musicaux avec Jean-Michel Jarre, The Sparks, The Human League ou Martin L. Gore de Depeche Mode, pour ne citer que les plus connus. Il sort son premier album en solo à l'automne 2023.
Généralement hermétique aux tendances musicales, Vince Clarke compose à la guitare ou au piano et privilégie l'équipement électronique analogique par rapport à l'équipement électronique numérique. Ce sont notamment les synthétiseurs analogiques qui confèrent leur empreinte sonore caractéristique à la plupart des productions de Clarke.
En 1989, son duo Erasure reçoit le Brit Award du « meilleur groupe britannique » de l'année 1989 et est ensuite plusieurs fois récompensé ou nommé à cette même récompense. Vingt ans plus tard, Vince Clarke reçoit en 2009 un Ivor Novello récompensant sa contribution exceptionnelle à l'industrie du disque britannique puis, le 12 août 2020, un AIM Award (Independant Music Awards) de la catégorie Reconnaissance spéciale. En novembre 2020, Vince Clarke est aussi admis au Rock and Roll Hall of Fame en tant que membre de Depeche Mode.
Installé aux États-Unis depuis 2002, Vince Clarke est marié depuis 2004 avec la publicitaire américaine Tracy Hurley (une sœur jumelle de l’écrivaine Tonya Hurley) avec laquelle il a un fils, Oscar, né en 2005. Début janvier 2024, l'épouse de Vince Clarke décède d'un cancer diagnostiqué deux ans auparavant.

## Biographie

### Enfance et adolescence à Basildon
Les parents de Vince Clarke, Rose une couturière, et Dennis Martin, un assistant bookmaker, se sont rencontrés à Londres où ils ont vécu dans l'East End (les quartiers de l'est) jusqu'en 1965. Cette année-là, le couple déménage, séduit par les loyers attractifs des maisons individuelles d'une ville nouvelle en plein essor, Basildon. Vince Clarke y passe l'essentiel de sa jeunesse dans un pavillon de location avec sa sœur aînée, Carol, et ses deux frères cadets, Michael et Rodney. Au collège de Basildon, Vince fait ses premières découvertes musicales en essayant le violon et le piano. Puis, durant son adolescence, il se met à la guitare acoustique. C'est en 1976, après avoir écouté la bande originale du film Le Lauréat (composée par le duo folk Simon & Garfunkel) que Vince Clarke eut une sorte de révélation quant à sa vocation de compositeur, se disant « moi aussi, je peux faire cela ». De fait, ses premières compositions étaient à la guitare et c'est aujourd'hui encore à la guitare que Vince Clarke compose la plupart de ses chansons.
Au groupement scout local des Boys' Brigade, Vince et ses frères font la connaissance d'Andrew Fletcher qui devient rapidement un camarade de jeu. C'est avec lui que Vince Clarke fonde en 1977 une première mouture du futur groupe Depeche Mode), No Romance in China, qui sera successivement renommé en French Look (arrivée de Martin L. Gore), puis en Composition of Sound, et finalement l'appellation définitive, Depeche Mode, avec en 1980, le recrutement de Dave Gahan en tant que chanteur.

### Premiers succès commerciaux: Depeche Mode, Yazoo (1980-1983)

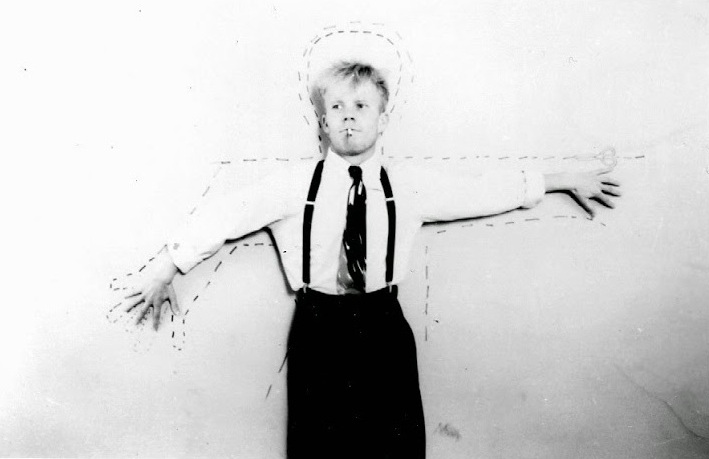
Vince Clarke à l'époque de son appartenance à Depeche Mode, le 1 janvier 1981.

En 1980, séduit par les premiers singles d'OMD, Vince Clarke découvre les synthétiseurs, leur facilité d'utilisation ainsi que la diversité des sons qu'ils peuvent générer. C'est exclusivement avec des synthétiseurs qu'il arrange le tout premier album de Depeche Mode, Speak and Spell, dont il est également le compositeur de la majorité des titres, incluant l'emblématique chanson new wave Just Can't Get Enough qui reste encore un classique de Depeche Mode. Pourtant, une poignée de concerts après la sortie de ce premier album, Vince Clarke annonce son départ du groupe Depeche Mode, le 30 novembre 1981. S'il ne donne pas d'explication sur le moment, il est souvent revenu sur la question les années suivantes, à l'occasion d'interviews dans les médias britanniques au cours desquelles il invoque généralement son besoin d'indépendance, un manque de maturité ainsi que son appréhension des tournées. Martin L. Gore prend alors le relais en tant que compositeur principal de Depeche Mode en signant de nombreux albums à succès.
Peu après son départ de Depeche Mode, Vince Clarke fonde le duo Yazoo avec une copine du lycée de Basildon, Alison Moyet. Le duo remporta d'importants succès au Royaume-Uni ainsi qu'en de nombreux pays, essentiellement en Europe. En deux albums et une poignée de singles sur moins de deux années, Vince Clarke et Alison Moyet connurent un important succès ; mais ils se découvrent aussi de profondes divergences d'aspirations musicales et préfèrent mettre un terme à leur association avant de se quereller. Yazoo est dissous en 1983, peu après la sortie de You And Me Both, le deuxième et dernier album du groupe.

### Doutes et projets musicaux éphémères: The Assembly, Vince Clarke & Paul Quinn (1983-1985)
Consécutivement à la dissolution de Yazoo, la carrière de Vince Clarke connut une période de flottement. À la fin de l'année 1983, Vince Clarke tente de monter un autre projet de groupe dont les chanteur(se)s seraient toutes et tous des invité(e)s différents selon les chansons, The Assembly. Cependant, le projet ne peut aboutir du fait que les personnes contactées manifestent peu d'intérêt ou de disponibilité par rapport à cette idée, hormis Feargal Sharkey, l'ex-chanteur du groupe irlandais fraîchement dissout The Undertones, avec lequel un unique single, Never, Never, est réalisé et connait un certain succès au Royaume-Uni et en Allemagne. Dans le même temps, Vince Clarke fonde le label Reset Records avec l'ingénieur du son Eric Radcliffe. De la fin 1983 jusque dans le courant de l'année 1984, il produit les titres The Face of Dorian Gray, I Just Want to Dance, Claudette et Calling All Destroyers pour l'un de ses amis, Robert Marlow. Ils produisent également un album dont la sortie est annulée, pour finalement sortir quinze ans après sa réalisation, en 1999, sous le nom The Peter Pan Effect). Début 1985, une dernière collaboration s'effectue avec Paul Quinn, chanteur du groupe Bourgie Bourgie le temps d'un unique single, One Day, un échec commercial qui culmina en 99e position des ventes de singles britanniques.
Tandis que ses amis de Depeche Mode forment une association soudée au succès croissant, Clarke se retrouve une nouvelle fois à la « case départ » et envisage même une reconversion dans le jingle publicitaire[réf. souhaitée].

### Retour du succès et stabilité: Erasure (depuis 1985)
En mars 1985, bien que découragé par ses entreprises musicales avortées, Vince Clarke fait paraître une annonce dans le magazine musical britannique Melody Maker afin de recruter un chanteur ou une chanteuse professionnel(le). Environ 80 réponses lui parvinrent, parmi lesquelles celle d'Andy Bell originaire de Peterborough installé à Londres depuis deux ans en vivant de petits emplois. Les auditions ont lieu en avril 1985, Andy Bell étant le 36e candidat auditionné. Après une courte période d'hésitation, ils décident de s'associer pour fonder le groupe qu'ils baptisent Erasure à l'été 1985.

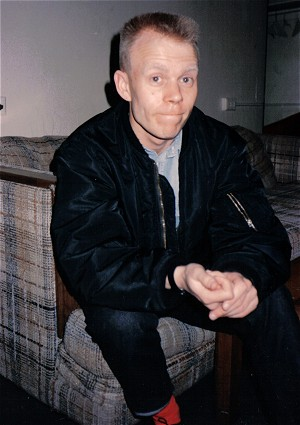
Vince Clarke à l'occasion d'une interview d'Erasure à San Francisco (États-Unis), le 5 mai 1986.

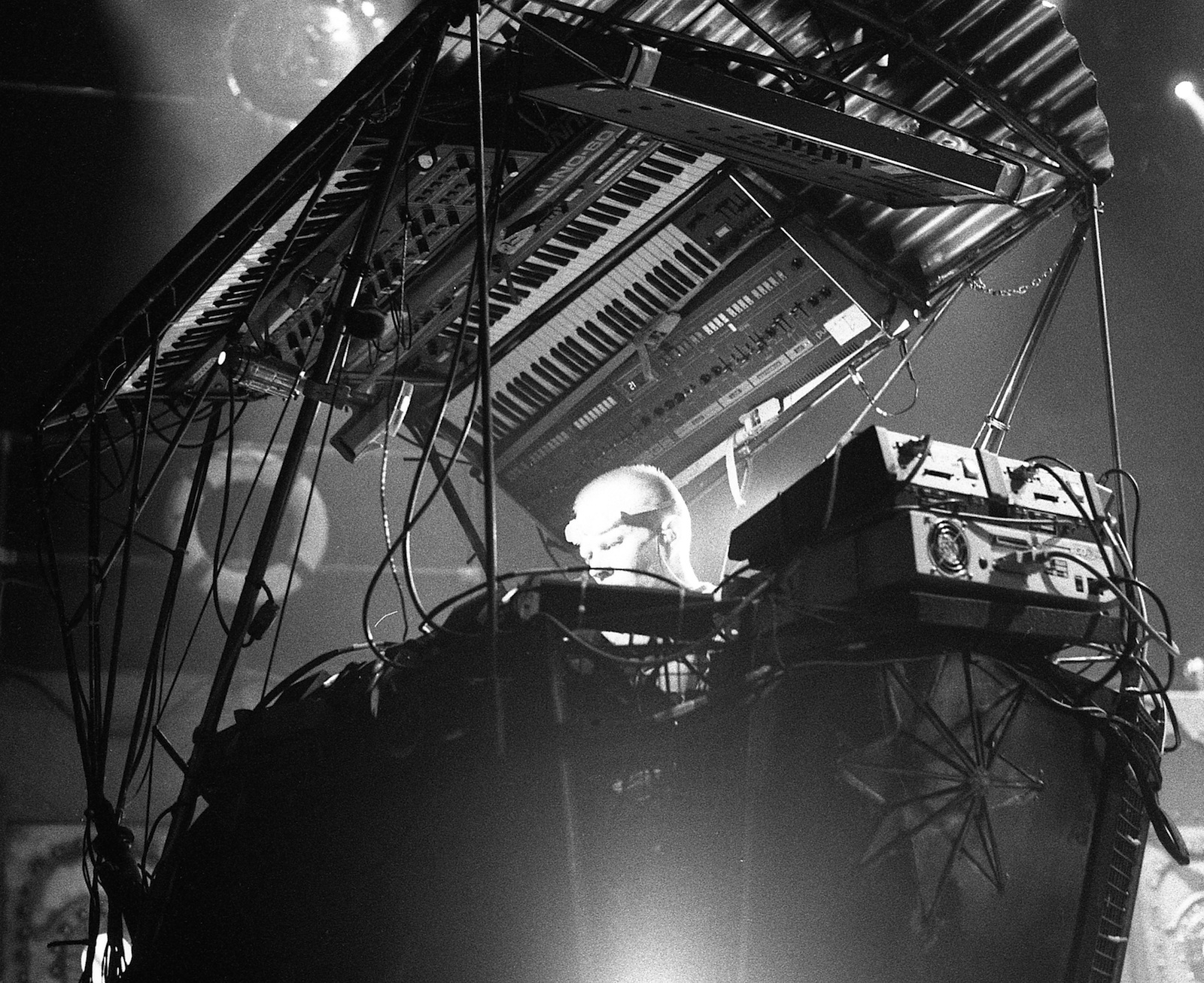
Vince Clarke lors d'un concert d'Erasure à Magdebourg (Allemagne), le 8 septembre 1992.

Les huit premières années d'existence d'Erasure (de 1986 à 1994) seront les plus prolifiques et les plus couronnées de succès, permettant au groupe de cumuler six albums disques de platine et numéros 1 des ventes au Royaume-Uni (The Circus (1987), The Innocents (1988), Wild! (1989), Chorus (1991), Abba-esque (1992), Pop! The First 20 Hits et I Say I Say I Say (1994)) ainsi qu'une vingtaine de tubes parmi lesquels on trouve les chansons qui restent encore les plus connues du répertoire d'Erasure : Oh l'amour, Sometimes, Victim of Love, Ship of Fools, A Little Respect, Stop!, Drama!, Blue Savannah, Star, Chorus, Love to Hate You et Always. À partir de 1995, les ventes d'Erasure faiblissent et très peu de leurs singles suivants rencontreront un véritable écho dans le grand public européen, hormis Solsbury Hill (une chanson de Peter Gabriel) extraite de l'album de reprises Other People's Songs (2003), ainsi que Breathe sur l'album Nightbird (2005). Toujours actif par la suite, le duo Erasure concentrera l'essentiel de sa carrière dans les pays où il avait rencontré le succès durant sa grande époque, c'est-à-dire au Royaume-Uni, dans quelques pays européens (Allemagne, Irlande, Danemark et Suède) ainsi qu'en Amérique du Sud (Argentine et Chili notamment), mais passera plutôt inaperçu dans le reste du monde.
En 1987, les revenus déjà substantiels de Vince Clarke lui permettront de faire l'acquisition d'une maison à Amsterdam dans laquelle il résidera jusqu'en 1992. Pendant ce temps, en 1990, Vince Clarke rachète la propriété du batteur des Who (Keith Moon), à Chertsey, dont il fait démolir la maison « Tara » pour faire édifier à la place une maison de forme ronde qu'il baptisera « Ammonite », accompagnée d'un studio d'enregistrement attenant, également circulaire. Cinq albums d'Erasure seront enregistrés en totalité ou en partie dans ce nouveau studio.
C'est au cours de cette période, tout particulièrement au début des années 1990 à l'occasion de la sortie de l'album Chorus (1991) avec Erasure, que Vince Clarke se fait remarquer pour être l'un des tout premiers musiciens professionnels à réhabiliter les synthétiseurs à signaux analogiques de préférence aux synthétiseurs numériques plus récents pilotés par le système MIDI. Il restera radical sur le concept du matériel analogique pour la réalisation des deux albums suivants, I Say I Say I Say (1994) et Erasure (1995), mais l'assouplira dès l'album Cowboy (1997) pour s'en détacher plus ou moins durant les années 2010.

### Projets divers (depuis 1998)
En 1998, Vince Clarke créée le groupe de variété pop Family Fantastic, créé en 1998, qui sort deux albums : Nice ! en 2000 et Wonderful en 2007,
En 1999,  il s'associe avec le membre de The Human League, Martyn Ware, pour former The Clarke and Ware Experiment.  Le collectif compte deux albums à son actif : Pretentious, paru en 1999, et Spectrum pursuit vehicle, paru en 2001.
En 2000, il signe, en solo, la bande originale du film d'horreur britannique Blood.
Tout en conservant sa propriété britannique « Ammonite », Vince Clarke déménage à New York, aux États-Unis, en 2002 pour rejoindre sa compagne de longue date, Tracy Hurley, une Américaine qui exerce le métier de publicitaire et est aussi la sœur jumelle de l'écrivaine et metteuse en scène Tonya Hurley.

Le 21 mai 2004, Vince Clarke se marie en toute discrétion à New York avec Tracy Hurley. Ils ont rapidement un fils, Oscar, né le 8 septembre 2005. En quête de tranquillité, Vince Clarke et Tracy Hurley quittent New York en 2005 pour s'établir dans l'État du Maine, dans une propriété située dans le village de Damariscotta.

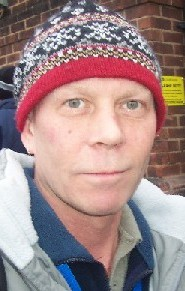
Vince Clarke à la sortie d'un concert d'Erasure à Manchester, le 9 mars 2005

En 2007, Vince Clarke décide de mettre en vente sa propriété « Ammonite » et entreprend la construction d'un studio près de sa nouvelle résidence. En juillet 2008, il achève le transfert de ses synthétiseurs de collection dans ce nouveau studio.
En janvier 2008, Vince Clarke revoit Alison Moyet et reforme temporairement avec elle le groupe Yazoo, le temps d'une mini tournée (« The Reconnected Tour ») au Royaume-Uni et en Allemagne sur les mois de juin et juillet 2008 à l'occasion du 25e anniversaire de la dissolution de Yazoo, coïncidant avec la promotion des deux albums de Yazoo réédités en coffret par Mute Records.
Le 17 avril 2009, il inaugure son nouveau studio qu'il baptise « The Cabin ». Situé entre forêt et bord de mer, près de sa résidence dans l'État du Maine, ce studio abrite une collection de synthétiseurs anciens pour la plupart devenus très rares.
Le 21 mai 2009, Vince Clarke se voit décerner un prix à la cérémonie des Ivor Novello Awards (qui récompense chaque année les artistes britanniques), en tant qu'auteur d'une « collection exceptionnelle de chansons et de 30 années passées dans l'industrie de la musique », selon le Daily Mail du même jour (« Vince Clarke was awarded the Outstanding Song Collection prize in recognition of 30 years in the music industry »), information également relayée par le site officiel de la distinction. Cette occasion est aussi sa première apparition officielle en compagnie de son épouse, avec laquelle il est pourtant marié depuis 2004.

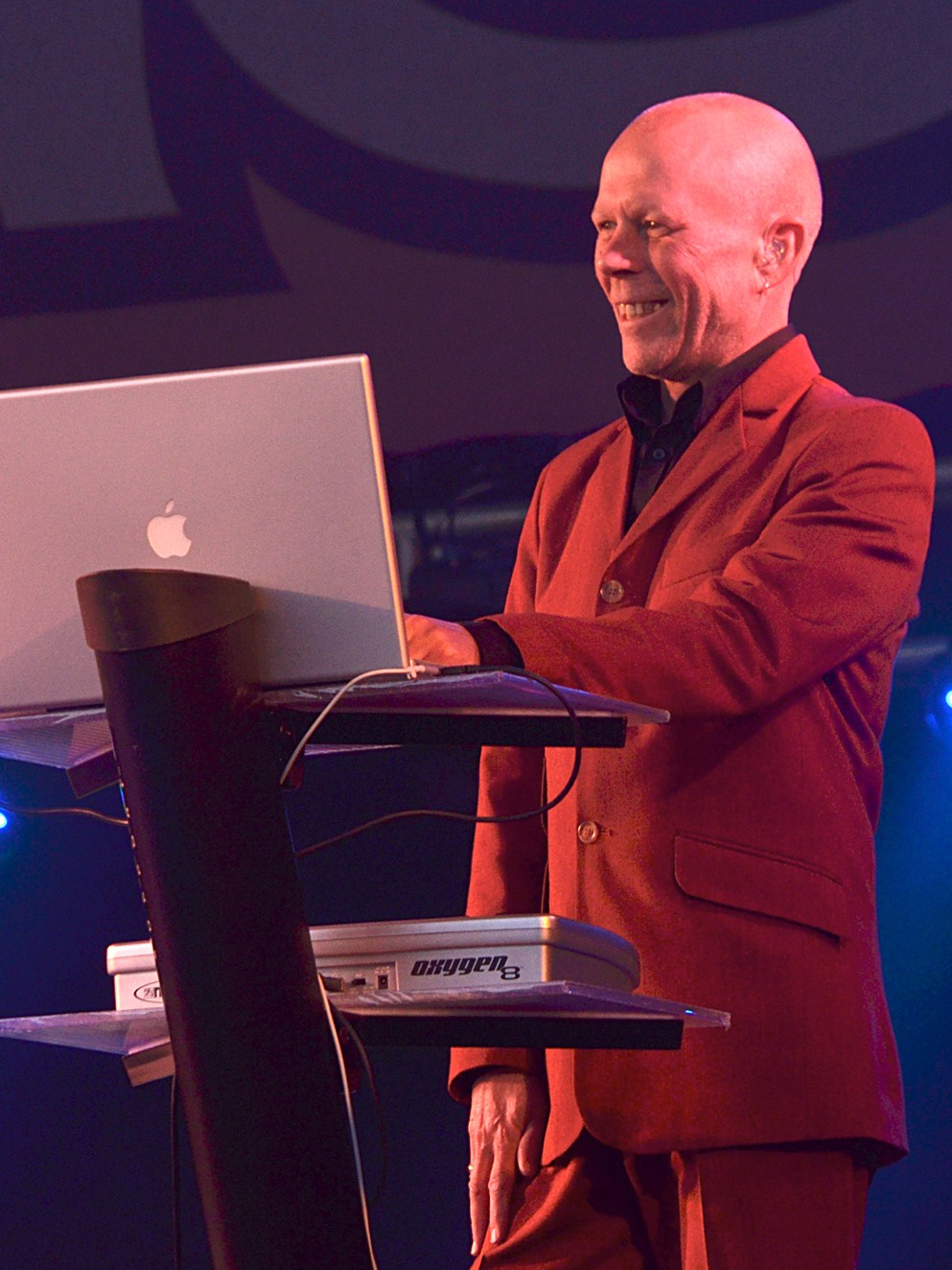
Vince Clarke sur scène à l'occasion d'un concert d'Erasure le 1 juillet 2011.

Un paragraphe du Wall Street Journal du 12 février 2010 rapporte que l'ancienne résidence anglaise de Vince Clarke, « Ammonite », est encore proposée à la vente pour un prix équivalant à près de deux millions de Livres sterling. Un peu plus tard, le 6 mai 2010, le magazine Homes & Property (un supplément du vendredi pour le quotidien londonien The Evening Standard) indique finalement la cession de la propriété pour 1,5 million de livres, sans préciser l'identité de l'acquéreur.
Un article du magazine musical britannique en ligne The Quietus du 28 septembre 2010 annonce une collaboration de Vince Clarke avec Martin L. Gore (le compositeur principal de Depeche Mode) sur un projet techno baptisé VCMG (leurs initiales juxtaposées). Un premier single, Spock est publié le 30 novembre 2011 et un album, intitulé Ssss, sort le 12 mars 2012. Également en corrélation avec Depeche Mode, Vince Clarke réalise en 2010 un remix de Behind The Wheel que l'on trouve sur le nouvel album de remixes de Depeche Mode, Remixes 2: 81–11, sorti en juin 2011.
Le numéro du 20 septembre 2011 de l'hebdomadaire new-yorkais New York relate que Vince Clarke vient d'acquérir un loft DUMBO (Down Under the Manhattan Bridge Overpass), c'est-à-dire situé juste sous le pont de Manhattan, Brooklyn, à New York, pour 2,8 millions de dollars. Le New York Post du 28 mars 2012 rapporte que Vince Clarke revend finalement ce loft pour faire l'acquisition d'une demeure familiale, toujours à Brooklyn (dans le quartier Park Slope), rachetée à la femme d'affaires new-yorkaise Jenna Lyons pour 4 millions de dollars. L'équipement musical de son studio d'enregistrement du Maine y est progressivement transféré.
En septembre 2012, Vince Clarke produit, avec la chanteuse norvégienne Ane Brun, une reprise de la chanson de Depeche Mode Fly On The Windscreen, disponible à la vente en ligne depuis le 22 octobre 2012.
Début décembre 2013, dans son nouveau studio de Brooklyn, Vince Clarke reçoit la visite du pionnier français de la musique électronique Jean-Michel Jarre et les deux hommes commencent à travailler sur un instrumental en deux parties, Automatic, qui es inséré deux ans plus tard sur l'album de collaborations Electronica 1: The Time Machine que Jean-Michel Jarre sort le 16 octobre 2015.
En décembre 2015, Vince Clarke annonce qu'il prépare un album instrumental de dance, en duo avec Paul Hartnoll (du groupe Orbital), en perspective d'une parution fin 2016. Il précise que cet album sera plus accessible que celui qu'il avait réalisé en 2012 en tant que VCMG (avec Martin L. Gore).
En septembre 2019, Vince Clarke remixe le titre musical qui l'avait plus particulièrement convaincu d'essayer les synthétiseurs, en 1980, alors qu'il faisait auparavant de la guitare : Almost, la face B du single Electricity d'Orchestral Manoeuvres in the Dark.
En février 2022, Vince Clarke se voit contraint d'annuler la tournée d'Erasure prévue sur le reste de l'année 2022, en raison d'un diagnostic de cancer avancé de l'estomac posé pour son épouse, Tracy Hurley. Celle-ci en décèdera malheureusement en Janvier 2024, seulement âgée de 53 ans, le laissant seul avec leur fils de 18 ans.
En septembre 2023, il annonce son premier album solo, Songs of Silence .

## Patrimoine
Dans un classement des 100 artistes rock les plus riches du Royaume-Uni, publié dans son numéro d'août 1998, le mensuel musical britannique Q faisait apparaître Vince Clarke en 47e position (ex-æquo avec Martin L. Gore de Depeche Mode, Robert Smith de The Cure et Jim Kerr des Simple Minds), avec un patrimoine estimé à 12 millions de £.

## Discographie

### Depeche Mode
- Speak and Spell (1981)

### Yazoo
- Upstairs at Eric's (1982)
- You and Me Both (1983)

### Erasure
- Wonderland (1986)
- The Circus (1987)
- The Innocents (1988)
- Wild! (1989)
- Chorus (1991)
- I Say I Say I Say (1994)
- Erasure (1995)
- Cowboy (1997)
- Loveboat (2000)
- Other People's Songs (2003)
- Nightbird (2005)

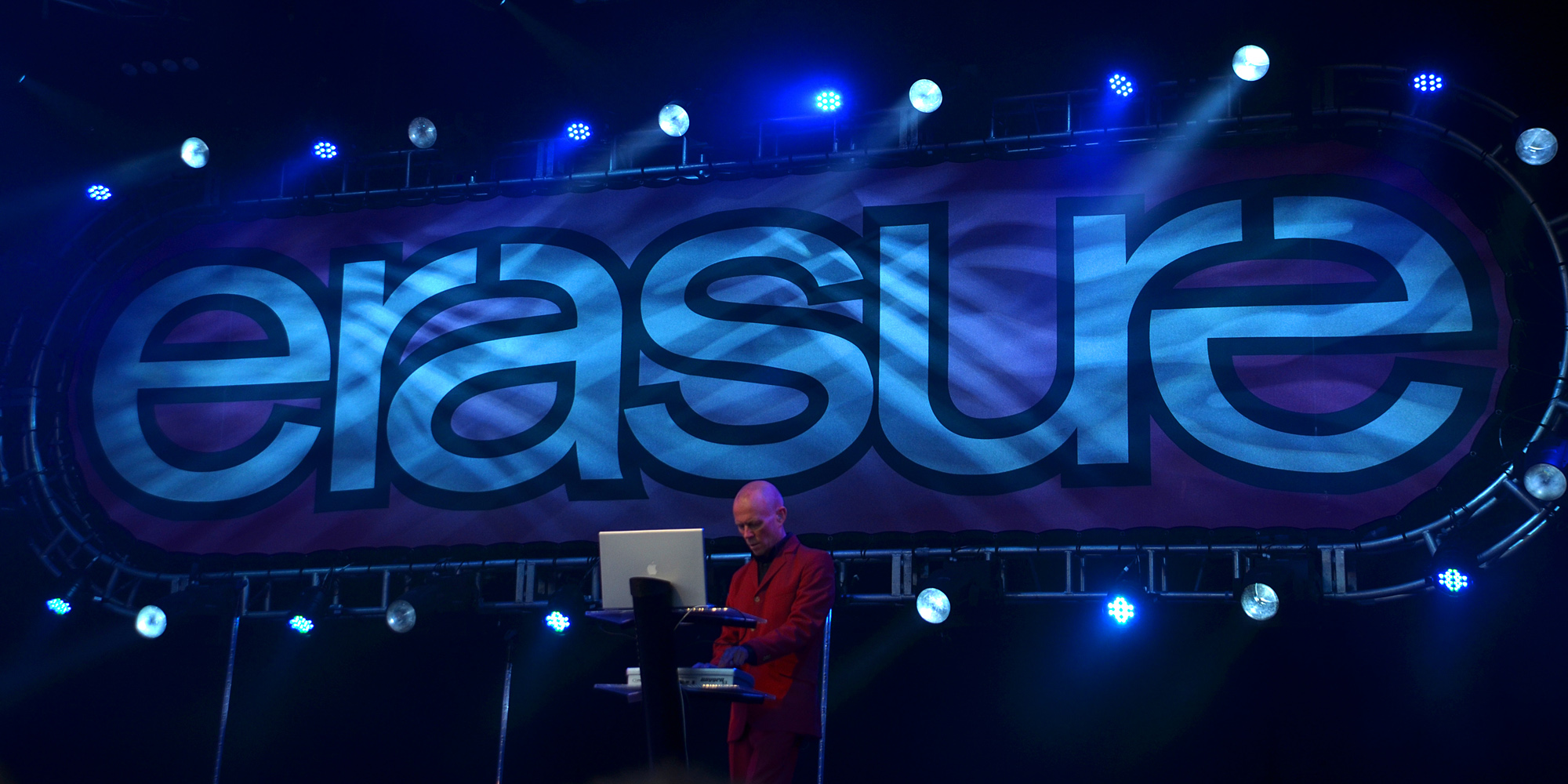
Vince Clarke sur scène à l'occasion d'un concert d'Erasure le 1 juillet 2011.

- Light at the End of the World (2007)
- Tomorrow's World (2011)
- Snow Globe (2013)
- The Violet Flame (2014)
- World Be Gone (2017)
- The Neon (2020)
- Day-Glo (Based on a True Story) (2022)

### The Clarke & Ware Experiment
- Pretentious (1999)
- Spectrum Pursuit Vehicle (2001)
- The House of Illustrious (2012)

### Family Fantastic
- Nice! (2000)
- Wonderful (2007)

### VCMG
- Ssss (2012)

### Vince Clarke & Paul Hartnoll
- 2Square (2016)

## Remixes pour d'autres artistes
- 1987 Erasure - Leave Me to Bleed (Vince Clarke / Eric Radcliffe remix)
- 1988 Happy Mondays - WFL (Wrote For Luck) (The Vince Clarke mix)
- 1990 Betty Boo - 24 Hours (Oratronic Mix)
- 1991 Fortran 5 - Heart on the Line (V.C. Mix)
- 1991 Habit - Power
- 1992 Nitzer Ebb - Ascend (Anonymous mix)
- 1992 The Wolfgang Press - Angel
- 1992 Betty Boo - I'm on My Way (The Batman and Robin mix)
- 1993 The Time Frequency - Real love'93
- 1994 Sparks - When Do I Get to Sing My Way
- 1994 Alison Moyet - Whispering Your Name (A remix)
- 1995 Egebamyasi - Remont (Vince version)
- 1997 White Town - Wanted single
- 2001 Marlow - My Teenage Dream (Stealth Mix)
- 2001 Marlow - No Heart (Vince Clarke 2001 dance mix)
- 2002 Simple Minds - Homosapien
- 2005 Andy Bell - Crazy (Vince Clarke remix)
- 2005 Rammstein - Mann Gegen Mann (Popular music mix)
- 2006 Rosenstolz - Nichts Von Alledem (Tut mir leid)
- 2006 Noirhaus - It's Over
- 2009 The Saturdays - Issues (Vince Clarke remix)
- 2009 Marlow - Home (Vince Clarke's Starstruck mix)
- 2009 Polly Scattergood - Other Too Endless (Vince Clarke remix)
- 2009 Franz Ferdinand - No You Girls (Vince Clarke remix)
- 2009 The Presets - If I Know You (Vince Clarke remix)
- 2009 Erasure - Stop! (Sync 82 remix)
- 2009 Space Cowboy - Falling Down (Vince Clarke remix)
- 2009 Erasure - Hallowed Ground (Vince Clarke's big mix)
- 2009 A Place to Bury Strangers - In Your Heart (Vince Clarke remix)
- 2009 Ash - True love 1980 (Vince Clarke remix)
- 2010 Andy Bell - Call On Me (Vince Clarke remix)
- 2010 Andy Bell - Non-Stop (Vince Clarke remix)
- 2010 Goldfrapp - Believer (Vince Clarke remix)
- 2011 Billie Ray Martin - Sweet Suburban Disco (Vince Clarke remix).
- 2011 Depeche Mode - Behind The Wheel (Vince Clarke remix)
- 2011 Plastikman - Elektrostatik (Vince Clarke mix)
- 2012 Liars - N°1 Against the Rush (Vince Clarke remix)
- 2012 Kidnap Kid (en) - Lazarus Taxon (Vince Clarke remix)
- 2013 Chad Valley - Up & Down (Vince Clarke remix)
- 2013 Dido - End of Night (Vince Clarke remix)
- 2013 Blancmange - Living on the Ceiling (en) (Vince Clarke remix)
- 2014 Polly Scattergood – Subsequently Lost (Vince Clarke remix)
- 2014 The Bleachers - I Wanna Get Better (Vince Clarke remix)
- 2014 Future Islands - Doves (Vince Clarke remix)
- 2015 Simon Lowery - I am an Astronaut (Vince Clarke remix)
- 2016 Nitzer Ebb - Once You Say (Vince Clarke remix)
- 2016 Andy Bell - My Precious One (Vince Clarke remix)
- 2016 Reed & Caroline - Electrons (Vince Clarke remix)
- 2016 Erasure - Chains of Love (Vince Clarke remix)
- 2016 Erasure - Waiting for the Day (Vince Clarke remix)
- 2017 Bright Light Bright Light - Running back to You (Vince Clarke remix)
- 2017 Dubfire & Miss Kittin - Ride (Vince Clarke remix)
- 2017 Erasure - Love You to the Sky (Vince Clarke remix)
- 2017 Alka - Truncate (Vince Clarke remix)
- 2018 Ladytron - The Animals (Vince Clarke remix)
- 2018 Robert Görl – Part 1 (Vince Clarke remix)
- 2018 Lanah Pillay - Pistol In My Pocket (Vince Clarke remix or Erasure mix)
- 2018 Soft Cell - Bedsitter (Erasure remix)
- 2018 Space - Magic Fly (Vince Clarke rework)
- 2019 James Yorkston - Shallow (Vince Clarke remix)
- 2019 All Hail The Silence - The Alarm (Vince Clarke remix)
- 2019 Fujiya & Miyagi - Fear of Missing Out (Vince Clarke remix)
- 2019 Orchestral Manoeuvres in the Dark - Almost (Vince Clarke remix)
- 2020 Erasure - Turns the Love to Anger (Vince Clarke remix)
- 2020 Yova - Rain (Vince Clarke remix)
- 2020 International Teachers of Pop - Femenenergy (Vince Clarke remix)
- 2020 Erasure - Blue Savannah (Vince Clarke remix)
- 2020 Alka - Faito (Vince Clarke remix)
- 2020 Bright Light Bright Light feat. Andy Bell - Good At Goodbyes (Vince Clarke Remix)
- 2021 Tiny Magnetic Pets - Automation (Vince Clarke remix)
- 2021 Saint Etienne - Blue Kite (Vince Clarke remix)
- 2021 Xqui - Martha (Vince Clarke remix)
- 2022 Johnny Marr - Spirit Power Soul (Vince Clarke remix)
- 2023 HiFi Sean & David McAlmont - Real Thoughts in Real Time (Vince Clarke version)
- 2023 Klaus Nomi - Nomi Song (Vince Clarke remix)
- 2024 Blossoms - To Do List (Vince Clarke remix)
- 2024 The Overlords - God's Eye (Vince Clarke Looney remix)
- 2025 The Hidden Cameras - Undertow (Vince Clarke remix)
- 2025 James Yorkston - A Moment Longer (feat. Nina Persson) (Vince Clarke remix)

#### Depeche Mode
- (en) Steve Malins, Depeche Mode : a biography, New York, Cooper Square Press, 2001, 247 p. (ISBN 978-0-8154-1142-0)
- Sébastien Michaud, Depeche Mode : éthique synthétique, Malzéville, Camion blanc, 2001 (ISBN 978-2-910196-26-4). Réédition en novembre 2007 avec des modifications de chapitres (ajout de la période 2002-2007 entre autres).
- (en) Jonathan Miller, Stripped : Depeche Mode, Londres, Omnibus, 2004, 596 p. (ISBN 978-1-84449-415-6)
- (en) Stéphanie Lopez, Depeche Mode : book of faith and devotion, Paris, Naïve, 2014, 256 p. (ISBN 978-2-35021-355-2)
- Ian Gittins (trad. de l'anglais), Depeche Mode : Foi et Dévotion, Paris, Éditions Place des Victoires, 2019, 240 p. (ISBN 978-2-8099-1686-7)

#### Erasure
- (de) Siegfried Niedergesäss, Erasure : Andy Bell and Vince Clarke, Hambourg, Edel Company, 1992, 97 p. (ISBN 978-3-927801-64-6). Biographie et photographies du groupe Erasure.
- (en) Paul Hickey, Sometimes : A life of love, loss and Erasure, Minotaur Music Ltd, 2011, 352 p. (ISBN 978-1-4475-9381-2). Autobiographie de l'auteur, manager et ex-compagnon du chanteur d'Erasure, Andy Bell.